# Пипинелис, Панайотис
Панайотис Пипинелис (греч. Παναγιώτης Πιπινέλης; 21 марта 1899[…], Пирей — 19 июля 1970, Афины) — греческий дипломат, политик и писатель. С июня по сентябрь 1963 года он занимал пост премьер-министра Греции в правительстве «политической службы», которое было вынуждено уйти в отставку из-за давления Георгиоса Папандреу и динамики неумолимой борьбы.
После 21 апреля 1967 года Пипинелис сотрудничал с военной хунтой, занимая пост министра иностранных дел с ноября 1967 года до своей смерти.

## Биография

### Ранние годы
Панайотис Пипинелис родился 21 марта 1899 года в Пирее. Семья Пипинелиса происходила в далёком прошлом из небольшого города Кими, остров Эвбея, и многие из её членов отличились в судоходстве и торговле. Его отец, Николаос Пипинелис, был владельцем крупного импортно-экспортного торгового дома, а его отцовский дом располагался на Акти Мутсопулу, в особняке, где позже был арендован Военно-морской музей Греции.
Изучал право и политологию в Цюрихском университете (Цюрих, Швейцария) и в Фрайбурге-им-Брайсгау (Германия).

### Дипломатическая карьера
В 1922 году в возрасте 23 лет он присоединился к дипломатическому корпусу. Среди прочего, Панайотис служил в Париже (1927—1928), в Тиране (1928—29) и в постоянной греческой делегации в Лиге Наций (1931—1932). В 1933 году он занял пост директора дипломатического офиса министра иностранных дел Димитриоса Максимоса в правительстве Народной партии под руководством Панагиса Цалдариса, пробыв на нём до 1935 года.
Затем Пипинелис занимал должность посла Греции в Венгрии (1936—1940), а затем в Болгарии (1940—1941) до немецкого вторжения в Грецию, где он вернулся в Афины после эмиграционного правительства Эммануила Цудероса на Крите, а оттуда на Ближний Восток и в Великобританию. Затем Панайотис несколько месяцев был послом Греции в СССР (1941—1942), а затем вернулся в Лондон, где служил в высших союзных органах. В июне 1945 года он занял пост директора —еской палаты короля Георга II.
С июня 1947 года по ноябрь 1948 года Пипинелис был заместителем министра иностранных дел, а затем в 1950 году исполняющим обязанности министра иностранных дел в правительстве Иоанниса Теотокиса. В 1952 году он стал постоянным представителем Греции в НАТО, но год спустя, в 1953 году, он ушёл из дипломатического корпуса.

### Политическая карьера
Уйдя из дипломатического корпуса в мае 1953 года, он начал заниматься политикой, вступив сначала в «Греческую тревогу», а затем в Национальный радикальный союз. В 1958 и 1961 годах Пипинелис был кандидатом в парламент, но оба раза не был избран. Тем не менее Константинос Караманлис назначил его министром торговли в ноябре 1961 года. Пипинелис занимал эту должность до июня 1963 года.
После отставки Караманлиса в июне 1963 года он получил приказ от короля Павла I и 19 июня сформировал своё правительство, получив в парламенте вотум доверия. 5 июля он принял министра иностранных дел Тайваня Шен Сан Хуана, которого сопровождал посол Тайваня в Греции.
29 сентября 1963 года, после интенсивного давления Георгиоса Папандреу на короля, Пипинелис был вынужден уйти в отставку и «сдаться» временному правительству Стилианоса Мавромихалиса.
На парламентских выборах 1963 и 1964 годов он был избран членом Национального радикального союза в Афинах. 3 апреля 1967 года премьер Панайотис Канеллопулос назначил его министром по координации в своём правительстве, и этот пост он занимал всего 18 дней вплоть до введения хунты 21 апреля 1967 года.
20 ноября 1967 года Пипинелис был назначен министром иностранных дел в первом правительстве хунты Константиноса Коллиаса. Эту должность он также продолжал занимать при руководстве Георгиоса Пападопулос вплоть до своей смерти 19 июля 1970 года от рака.

## Взгляды
Панайотис Пипинелис поддерживал тесные отношения с королевской семьёй, США и НАТО и был охарактеризован как «один из самых ярых „атлантистских“ греческих политиков». После освобождения, в 1946 году, он возглавил восстановление Базеля в Греции с возвращением короля Георга II (в конце концов, он также был директором королевской политической палаты). Панайотис был одной из ключевых фигур в переговорах по плану Маршалла и часто посещал встречи широко обсуждаемого Бильдербергского клуба.
После ухода Константиноса Караманлиса из Национального радикального союза 6 её членов стали играть важные роли при различных обстоятельствах. Среди них были Панайотис Пипинелис и спикер парламента Константинос Родопулос, которые искали «парламентского отклонения» или «антипарламентского решения» политического кризиса, который произошёл в 1965 году после отступничества и отставки Георгиоса Папандреу. В частности, ещё в 1964 году Пипинелис считал, что «любые жертвы» должны предотвратить возможное приход к власти сына Георгиоса Андреаса Папандреу.
В Совете Короны, собравшемся 1—2 сентября 1965 года, на котором Панайотис Канеллопулос, отметив, что «мы находимся на пределе времени», принял немедленное объявление о выборах в течение 45 дней, как того требовал Георгиос Папандреу. Пипинелис, который участвовал в совете (как бывший премьер-министр), был категорически не согласен с лидером своей партии, утверждая, что проведение выборов в то время было невозможно, потому что он «вспомнил, что произошло в Праге за несколько месяцев до февраля 1948 года» (когда коммунисты захватили власть в Чехословакии).
После того, когда правительство Иоанниса Параскевопулоса пришло к власти в декабре 1966 года после соглашения Папандреу-Канеллопулоса, Пипинелис в речи на заседании парламентской группы Национального радикального союза 23 декабря 1966 года описал новое правительство как неспособное справиться с «революционными процессами, […] которые были начаты проповедями господина Папандреу». Следуя тому же курсу, Константинос Цацос тогда в своих письмах добавил: «…эти выборы приведут к свержению свободного режима».

## Награды
Панайотис Пипинелис был удостоен Королевского ордена Георга I, ордена Феникса, ордена Спасителя, а также большого количества иностранных и отечественных медалей.

## Сочинения
Панайотис Пипинелис был основателем и издателем журнала «Политика Филла» (греч. Πολιτικά Φύλλα) в 1954 году. Его богатая литературная работа включает, среди прочего:
- «Социально-политическая и государственная структура Конгрегаций в Греции» (нем. Die sozialpolitische und staatsrechtliche Stellung des Konigtums in Griechenland; 1920)
- «Политическая история греческой революции» (греч. Πολιτική ιστορία της Ελληνικής Επαναστάσεως; 1928)
- «Монархия в Греции» (греч. Η Μοναρχία εν Ελλάδι; 1932)
- «История внешней политики Греции 1923—1941» (греч. Ιστορία της εξωτερικής πολιτικής της Ελλάδος, 1923-1941; 1948)
- «Георгий II» (греч. Γεώργιος Β΄; 1952)
- «Воспоминания» (греч. Απομνημονεύματα; 1958)
- «Корона в контексте демократических институтов» (греч. Το Στέμμα εις το πλαίσιον των δημοκρατικών θεσμών; 1960)
- «Больше света» (греч. Περισσότερον φως; 1961)
- «Европа и албанский вопрос» (англ. Europe and the Albanian Question). Нью-Йорк (без даты)

Также он написал большое количество монографий по темам, связанным с международными отношениями, такими как Додеканес, Кипр, Эгейское море, албанский вопрос, Западная Фракия, болгаро-греческие отношения и др.